# Ovidiu Cernăuțeanu
Ovidiu Cernăuțeanu, född 23 augusti 1974 i Botoșani, är en rumänsk-norsk sångare, låtskrivare, musikproducent och musiker även känd som Ovi Martin, Ovi Jacobsen eller Ovi.

## Eurovision
2009 deltog Cernăuțeanu i den norska uttagningen till Eurovision Song Contest, med låten "Seven Seconds". Dock blev han slagen av Alexander Rybak, som också lyckades vinna hela tävlingen. 

2010 deltog han i den rumänska nationella uttagningen till Eurovision Song Contest 2010 tillsammans med Paula Seling. Den 6 mars vann de den nationella uttagningen med låten "Playing with Fire" och de representerade därmed Rumänien i tävlingen. Bidraget kom på tredje plats i finalen. I Eurovision Song Contest 2014 i Köpenhamn tävlade paret återigen tillsammans, denna gång med låten "Miracle" som gick vidare från den andra semifinalen.

## Diskogarafi
Album
- 2009 – This Gig Almost Got Me Killed
- 2010 – Playing With Fire (Paula Seling & Ovi)
- 2014 – A Bit Of Pop Won't Hurt Anyone

EP
- 2014 – Miracle (Paula Seling & Ovi)

Video
- 2010 – Playing With Fire (Paula Seling & Ovi)